# Amol (Landkreis)

Landkreise in Mazandaran

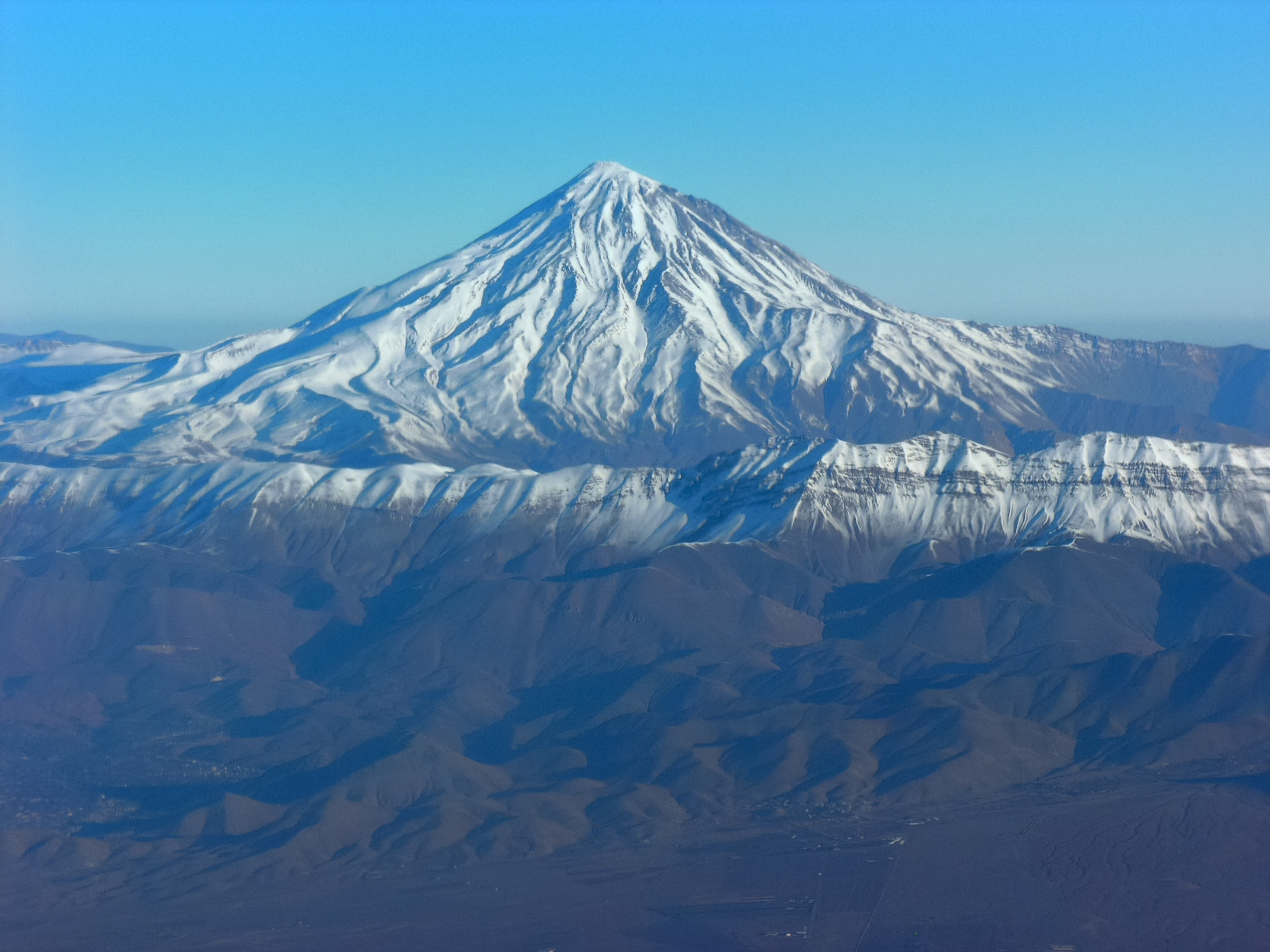
Damavand

Amol (persisch آمل) ist ein Landkreis (Schahrestan) in der iranischen Provinz Mazandaran. Er grenzt an die Landkreise Mahmudabad, Nur, Babolsar, Babol und die Provinz Teheran. Die Kreishauptstadt ist das gleichnamige Amol.

## Bevölkerung
Der Landkreis Amol hat rund 345.000 Einwohner (Zensus 2006). Die meisten Einwohner sind ethnische Mazandaraner und schiitische Muslime. 